# Guilad Erdan
 (mai 2024).
Si vous disposez d'ouvrages ou d'articles de référence ou si vous connaissez des sites web de qualité traitant du thème abordé ici, merci de compléter l'article en donnant les références utiles à sa vérifiabilité et en les liant à la section « Notes et références ».
Guilad Menache Erdan (en hébreu : גִּלְעָד מְנַשֶּׁה אֶרְדָן), né le 30 septembre 1970 à Ashkelon, est un homme politique israélien.
De 2020 à 2024, il occupe le poste de représentant permanent d'Israël auprès des Nations unies. 
Il a été député à la Knesset (Likoud). Dans son passé, il a aussi dirigé les ministères de l'Intérieur, de la Communication, de la Défense civile, de la Protection de l'environnement et de la Coopération régionale. Il est avocat de profession.

## Biographie

### Jeunesse et études
Guilad Erdan est le fils d'Avinoam, avocat d'origine roumaine, et de Yehoudit, psychologue d'origine hongroise. Il est né et a grandi à Ashkelon. Il étudie au lycée Netiv Meir a Jérusalem, et termine son service militaire avec le grade de capitaine.
Il étudie le droit à l'université Bar-Ilan. C'est là qu'il s'engage en politique, dans les années 1990, dans la protestation contre les accords d'Oslo. Il termine ses études avec succès. Erdan est titulaire d'une maîtrise en sciences politiques avec mention de l'université de Tel Aviv. Il est chef de la direction économique de l'Association des entrepreneurs et des constructeurs en Israël.

### Carrière politique
Il a servi comme assistant politique et parlementaire d'Ariel Sharon avant même qu'il soit élu Premier ministre. Il devient plus tard conseiller du Premier ministre Benyamin Netanyahou ainsi que directeur de la section des relations publiques au sein de son cabinet. Il sert également en tant que président des jeunes membres du Likoud.
Dans les élections primaires du Likoud pour la 15e Knesset, Erdan est en 26e position, mais n'entre pas à la Knesset. Aux élections suivantes, il est placé 28e, à l'emplacement attribué à l'organisation de la jeunesse du Likoud. Cette fois-ci, en 2003, il est élu député. Il s’oppose au plan de désengagement de Gouch Katif, et qualifie même ce programme de crime national. Au début de son mandat à la Knesset, il refuse la proposition du ministre des Affaires étrangères Silvan Shalom de quitter la Knesset en faveur du rôle d'ambassadeur d'Israël à l'ONU.
En mars 2005, il est élu président de Al Sam, une association qui fournit un traitement pour les enfants, les adolescents et les jeunes adultes touchés par la consommation de drogue et d'alcool.
Pour les élections à la 17e Knesset, il est en 4e position dans la liste du Likoud. Durant ce mandat, il agit pour la législation sur la sécurité routière. En outre, il est élu membre du comité d'élection des juges.
Pour les 18e et la 19e Knesset, il est en 2e position dans la liste du Likoud. Il est nommé ministre pour la première fois. Deux porte-feuilles lui sont attribués : l'environnement et la liaison entre le gouvernement et le Parlement. Dans le gouvernement suivant, il est nommé ministre de la Communication, ministre de la Défense civile, et membre du Cabinet sécuritaire.
Avant les élections pour la 20e Knesset, il est élu en première place dans la liste du Likoud, juste derrière le dirigeant du parti Benyamin Netanyahou.

### Ambassadeur et représentant permanent aux Nations unies
Le 11 mai 2020, à la suite des élections à la Knesset, le Premier ministre Benyamin Netanyahou annonce qu'Erdan sera le prochain représentant permanent d'Israël auprès de l'ONU et deviendra également l'ambassadeur d'Israël aux États-Unis après l'élection présidentielle de 2020. La dernière personne à occuper ces deux postes simultanément était le diplomate et homme politique Abba Eban, dans les années 50. Il prend ses fonctions le 21 janvier 2021 mais il est relevé de son poste d'ambassadeur le 15 novembre suivant, restant représentant permanent à l'ONU.
À l'ONU, il se fait remarquer pour sa multiplication des « coups de com’ » et ses « actions chocs ». Quelques mois seulement après sa prise de fonction, il déchire publiquement un rapport de l'ONU sur les droits de l'homme qui pointe 95 violations des droits humains commises par Israël, et accuse l'institution d'antisémitisme. En septembre 2023, il brandit une pancarte en faveur du mouvement des femmes en Iran, en plein discours du président iranien Ebrahim Raïssi, ce qui lui vaut d'être expulsé de l'Assemblée. Peu après l'attaque du Hamas contre Israël, le 7 octobre 2023, lui et sa délégation arborent une étoile jaune, affirmant : « Nous porterons cette étoile jusqu'à ce que vous vous réveilliez et condamniez les atrocités du Hamas ». Le geste fait polémique, et sa réutilisation de l'étoile jaune imposée aux Juifs par les Nazis est dénoncée par Yad Vashem. Lors de ses prises de paroles, il diffuse de nombreuses images des crimes commis par le Hamas.
Le 4 mars 2024, le ministre israélien des Affaires étrangères Israël Katz annonce son rapatriement en Israël pour des « consultations », peu avant la publication d'un rapport documentant les violences sexuelles commises par le Hamas lors de son attaque. L'ONU est accusée de « passivité face au Hamas ».
Le 10 mai 2024, il se fait à nouveau remarquer en détruisant avec un broyeur à papier la charte des Nations unies face à l'Assemblée générale de l'ONU. Il proteste contre la résolution, votée à une large majorité, en faveur de l'adhésion de la Palestine à l'Organisation des Nations unies.

## Positions politique
Guilad Erdan est décrit comme « proche de Netanyahou » et appartient, selon Le Parisien, à « la droite ultra-conservatrice israélienne » dont il serait même « une figure très connue ».
Il défend la lutte contre le changement climatique, mais aussi le droit pour les Israéliens au port d'armes. Il est opposé à l'immigration. Il lutte également contre le mouvement de boycott d'Israël

## Vie privée
Erdan est marié a Shlomit avec qui il a quatre enfants. Il vit à Savyon.